# Rövidtönkű csupaszpereszke
A rövidtönkű csupaszpereszke (Melanoleuca brevipes) a pereszkefélék családjába tartozó, Európában és Észak-Amerikában elterjedt, füves területeken, erdőszéleken élő, ehető gombafaj. 

## Megjelenése
A rövidtönkű csupaszpereszke kalapja 3-8 cm széles, alakja széles domború vagy lapos, a közepén néha lapos púppal. Felszíne sima, száraz. Színe fiatalon sötétszürke, később szürkésbarnává, halványbarnává fakul. 
Húsa fehéres. Szaga és íze nem jellegzetes, esetleg kissé kesernyés.  
Sűrűn álló lemezei foggal tönkhöz nőttek. Színük fiatalon fehéresszürke, később piszkos krémsárgás.
Tönkje 1-3 cm magas, max. 1 cm vastag; rövidebb, mint a kalap szélessége. Alakja fiatalon bunkós, később hengeres bár töve kissé duzzadt marad. Színe barnás, felülete szálas.
Spórapora fehér. Spórája nagyjából elliptikus, felülete amiloid szemölcsökkel díszített, mérete 6,5-9,5 x 5-6,5 µm.  

### Hasonló fajok
A fehéres lemezű és hosszabb tönkű sötétlábú csupaszpereszke hasonlít hozzá.

## Elterjedése és termőhelye
Európában és Észak-Amerikában honos. Magyarországon nem gyakori.  
Erdőszéleken, füves területen, kertekben, parkokban, bolygatott területen található meg. Tavasztól őszig terem. 
Ehető, de nem túl ízletes gomba.    

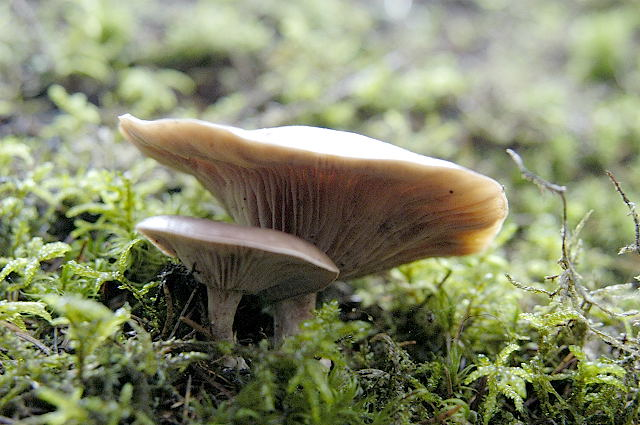
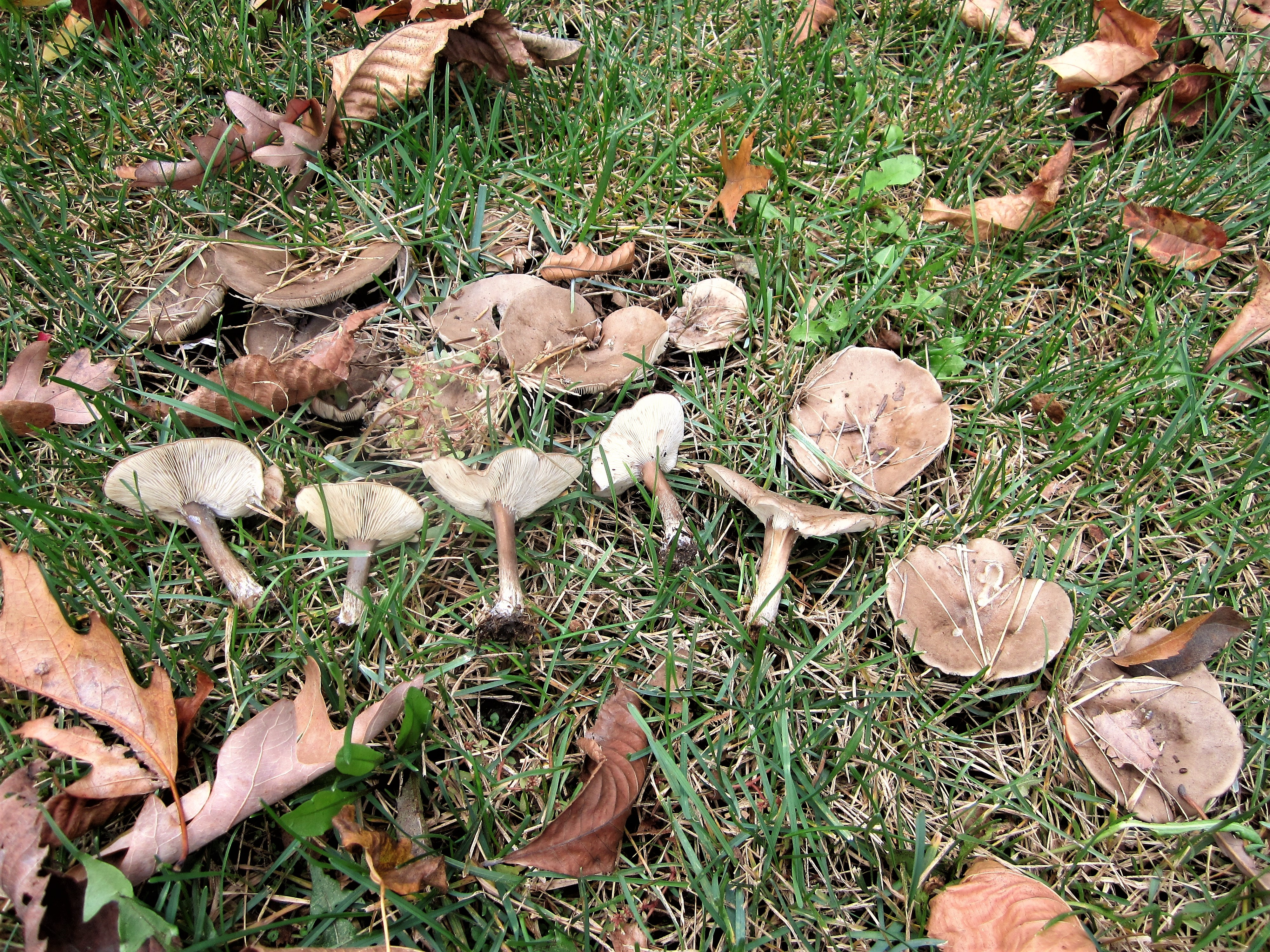
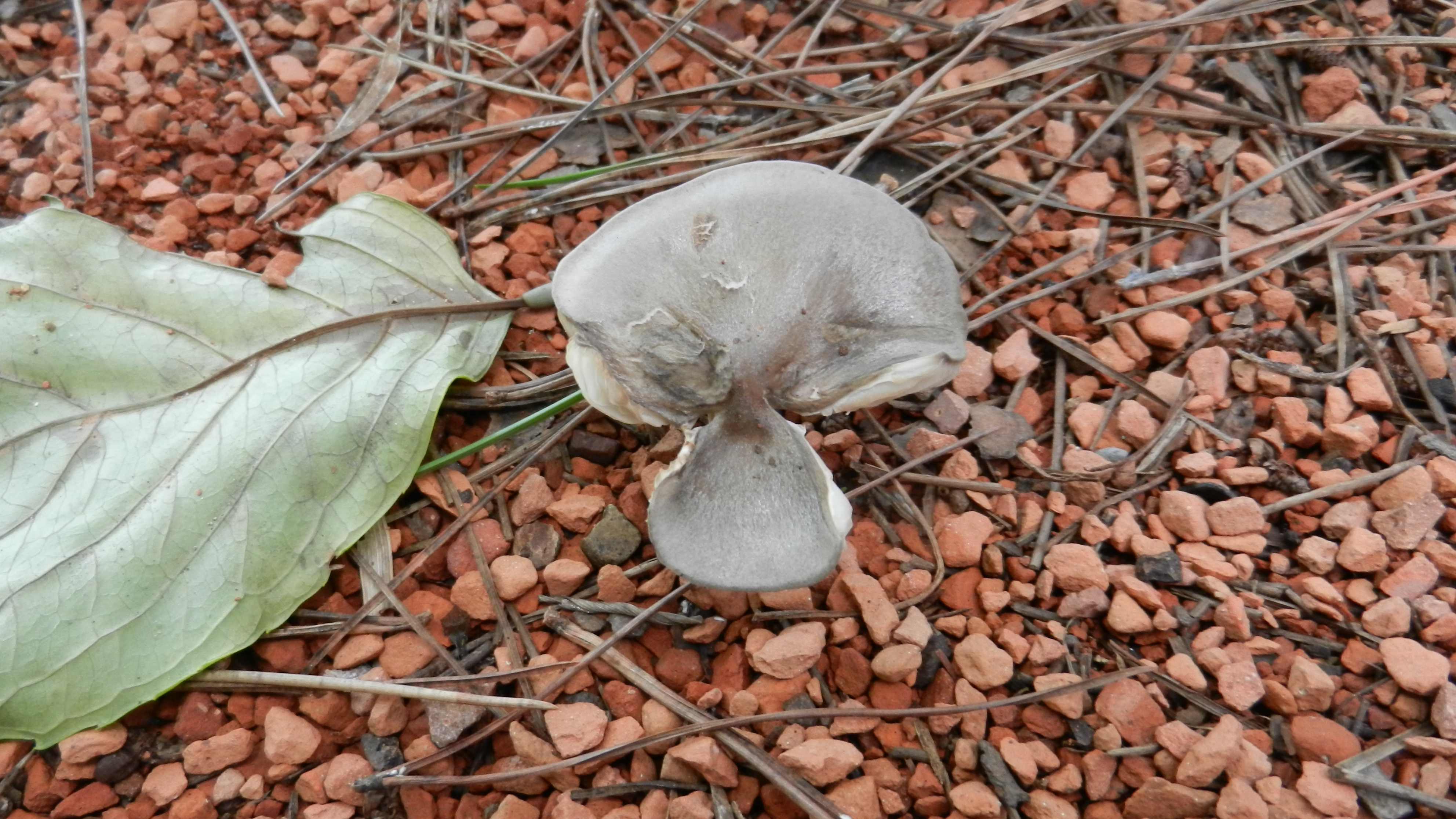
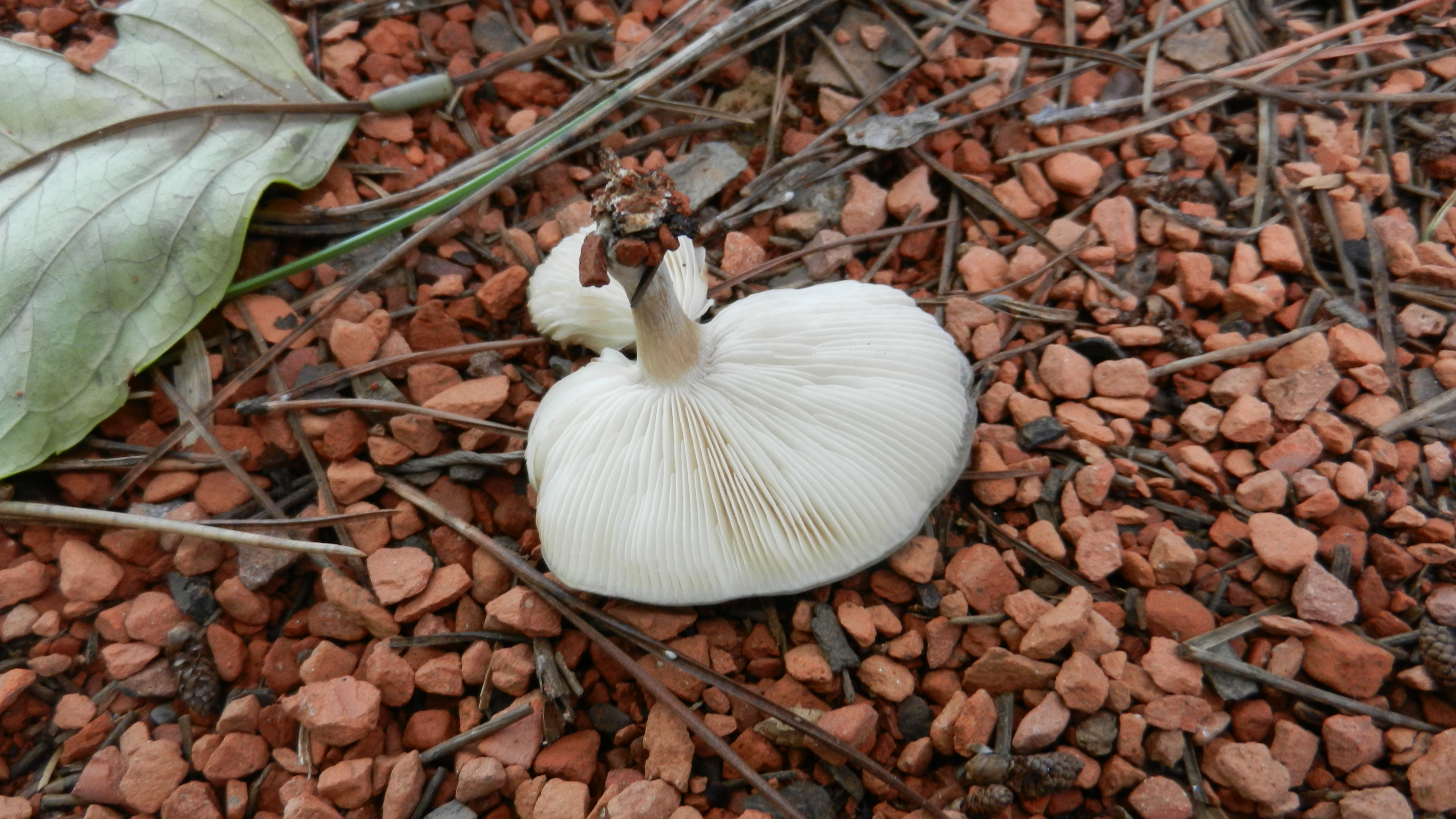
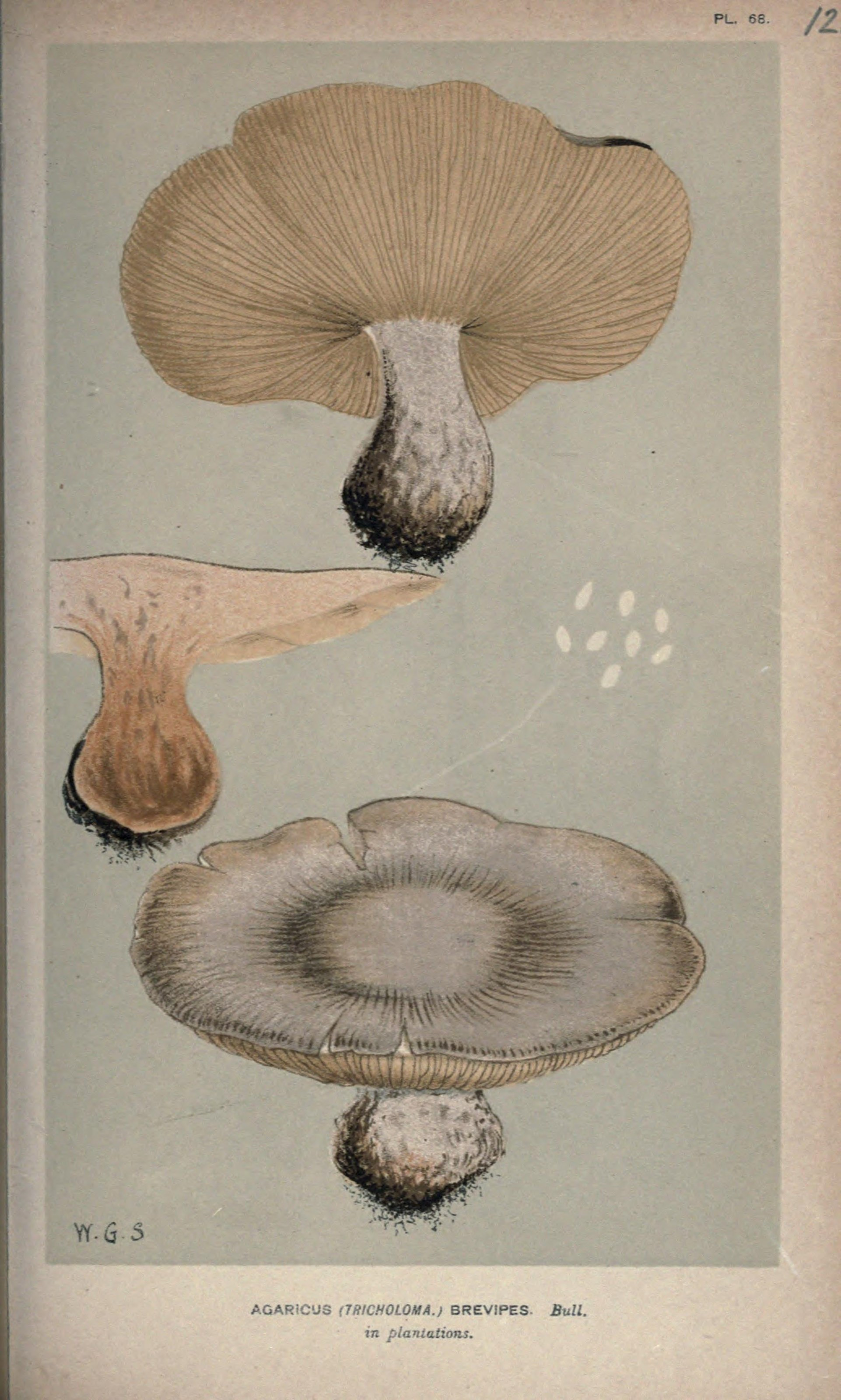